# Edvard Moser

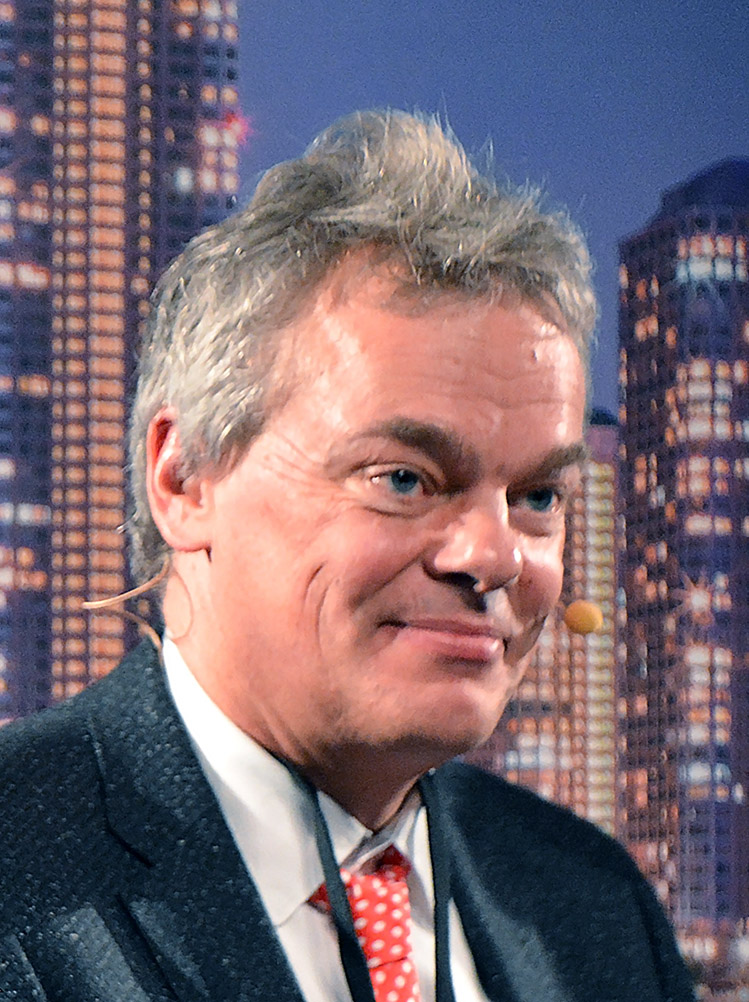
Edvard Moser

Edvard Moser (sinh ngày 27 tháng 4 năm 1962) là một nhà tâm lý học, nhà thần kinh học người Na Uy và là giám đốc Viện Kavli Hệ thống thần kinh và Trung tâm Tính toán Thần kinh tại Đại học Khoa học Công nghệ Na Uy tại Trondheim, Na Uy. Năm 2014, Edvard Moser cùng John O'Keefe, May-Britt Moser, và giành Giải Nobel Sinh lý học và Y khoa do các khám phá về các tế bào tạo thành hệ thống định vị trong não.